# Peggy Lee (Cellistin)
Peggy Lee (* 1963 in Toronto, Ontario) ist eine kanadische Cellistin.
Lee absolvierte eine klassische Celloausbildung, ist aber seit ihrer Übersiedlung nach Vancouver 1989 auf dem Gebiet der Jazzmusik und der Improvisationsmusik aktiv. In der Gruppe Talking Pictures lernte sie ihren künftigen Mann, den Schlagzeuger Dylan van der Schyff, kennen. Außerdem war sie Mitglied der Gruppe Standing Wave, des Tony Wilson Sextet und des NOW Orchestra.
1998 gründete sie die Peggy Lee Band, eine Gruppe mit dem Bassisten Chris Tarry, dem Trompeter Brad Turner, Dylan van der Schyff und Tony Wilson. Sie trat mit der Gruppe 1999 beim Victoriaville Festival auf und nahm mit ihr bislang vier Alben auf. Weitere musikalische Partner waren u. a. der Keyboarder Wayne Horvitz, der Pianist John Wolf Brennan, der Trompeter Dave Douglas, die Gitarristen Nels Cline und Bill Frisell, die Bratschistin Ig Henneman und der Violinist Carlos Zingaro.

## Diskographische Hinweise
- Talking Pictures: Ciao Bella, 1995
- Western Front, Vancouver 1996 mit Carlos Zingaro, 1996
- Talking Pictures: Mirror with a Memory, 1997
- Standing Wave, 1998
- Peggy Lee Band, 1999
- These Are Our Shoes mit Dylan van der Schyff, 1999
- François Houle, Cryptology, 2000
- Talking Pictures und Jorrit Dijkstra: Humming, 2000
- John Butcher, Phil Durrant, Peggy Lee: Intentions, 2001
- Sounds from the Big House, Peggy Lee Band, 2002
- John Wolf Brennan, Peggy Lee, Dylan van der Schyff: Zero Heroes, 2003
- Dave Douglas, Louis Sclavis, Peggy Lee, Dylan van der Schyff: Bow River Falls, 2004
- Wayne Horvitz, Ron Samworth, Peggy Lee, Bill Clark, Dylan van der Schyff: Intersection Poems, 2004
- Worlds Apart, Peggy Lee Band, 2004
- Tony Wilson, Peggy Lee, Jon Bentley: Escondido Dreams, 2007
- New Code, Peggy Lee Band
- Out on a Limb (Songlines Recordings, 2018), mit Brad Turner, Rod Murray, Jon Bentley, John Paton, Meredith Bates, Bradshaw Pack, Cole Schmidt, James Meger, Dylan van der Schyff, Robin Holcomb
- Waxwing: Flicker Down (2021), mit Tony Wilson, Jon Bentley
- Sara Schoenbeck: Sara Schoenbeck (2021)
- A Giving Way (2023)

| Personendaten    | Personendaten                                |
| ---------------- | -------------------------------------------- |
| NAME             | Lee, Peggy                                   |
| KURZBESCHREIBUNG | kanadische Jazz- und Improvisationscellistin |
| GEBURTSDATUM     | 1963                                         |
| GEBURTSORT       | Toronto                                      |